# پنجاب مرتفع
پنجاب مرتفع یا اودتا پنجاب (به هندی: Udta Punjab) فیلمی محصول سال ۲۰۱۶ و به کارگردانی آبیشک چوبی است. در این فیلم بازیگرانی همچون شاهد کاپور، کارینا کاپور، آلیا بهات، دیلجیت دوسانجه، ساتیش کایشیک، سهیل نایر ایفای نقش کرده‌اند.